# 동사 (이종휘)
《동사》(東史)는 1803년 조선 후기 이종휘(1731년 ~ 1797년)가 지은 역사 책이다. 고조선부터 고려까지의 역사를 기전체 형식으로 서술한 통사 서적이다. 《동사》는 본기(本紀), 세가(世家), 열전(列傳), 연표(年表), 지(志)로 구성되어 있다.

## 개요
《동사》는 수산(修山) 이종휘(李種徽)의 문집인 《수산집(修山集)》 가운데 수록되어 전해져 온 기전체의 통사 서적이다. 이종휘는 소론에 속하며, 양명학의 영향을 받아 유교사관의 재정립을 시도했다.
이종휘는 고구려, 백제, 신라의 삼국 중에서 고구려를 가장 중요하게 다루었다. 이종휘는 단군조선의 혈통과 기자조선의 문화가 하나로 융합된 것이 바로 고구려라고 파악하였다. 고구려는 단군의 후예인 부여의 주몽이 세운 나라로서, 기자조선의 선진적인 문화를 받아들임으로써 백제나 신라에 비해 유교문화가 훨씬 발달하였고, 사방 4~5천리에 이르는 넓은 강역을 가진 대국이라고 높게 평가하였다. 반면 유학자였던 이종휘는 신라에 대해서 명목상으로는 유교를 받아들였지만 실제로는 노장사상이나 불교가 번성하여 문화적으로 낙후된 것으로 평가하였다. 이런 시각에서 고구려의 계승국인 발해를 한국의 역사 체계 안에 포함시키고, 별도로 발해세가(渤海世家)라는 독립적인 항목을 구성하였다. 이런 점에서 이종휘는 발해를 건국한 대조영(大祚榮)을 기자 이래 으뜸가는 위인으로 꼽았다. 이러한 이종휘의 역사 인식은 이후 고조선-부여-고구려-발해로 이어지는 북방계 국가를 중요시하는 민족주의 사학자들로 이어졌다.

## 동사의 특징
주자 성리학의 전통적인 역사 인식에서 기자조선을 높게 평가한 것과 달리, 이종휘는 단군조선의 의미를 높게 평가하였다. 한국사의 뿌리는 단군조선으로서, 비록 단군조선이 기자조선에 의해 멸망되었지만, 단군의 후손들이 부여, 예맥, 비류, 옥저 등을 건국하였고, 부여의 후예가 고구려와 백제를 건국하였으므로, 결국 단군의 혈통임을 강조하였다. 이종휘는 기자조선의 의미도 문화적 측면에서 높게 평가하였다. 기자를 통해 중국의 문화가 유입됨으로써 조선이 소중화(小中華)로서 문화 국가가 될 수 있었다고 보고 있다. 하지만 사대주의 성리학자들의 역사관과 달리 이종휘는 기자불신설(箕子不臣說), 즉 상나라 왕족인 기자가 주나라 무왕에게 신하의 예를 갖추지 않았다는 점을 지적함으로써 중국사에 예속되지 않는 조선사의 독자적 의미를 강조하였다.

## 구성
제1장 본기(本紀)
1. 단군본기(檀君本紀) : 환인에게는 환웅이라는 서자가 있었는데, 태백산에 살면서 박달나무 아래에서 단군을 낳았다. 단군의 이름은 왕검이고 성은 환(桓)씨라고 한다. 도당씨[3]가 중국에서 나라를 세운 때 무진년 경에 단군이 나라를 세웠다. 단군의 아들 부루가 왕이 되어 갑술년에 도산에서 하우씨[4]에게 조회하였다. 단군은 죽지 않고 상나라 23대 왕인 무정(武丁) 을미년에 아사달산에 들어가 신선이 되었다고 한다.
2. 기자본기(箕子本紀) : 기자조선을 설립한 자서여(子胥餘)는 은나라 성탕왕의 16세손이고 은나라 마지막 왕인 수 임금의 큰 아버지이다. 주나라 왕에게 홍범구주를 가르치고, 요수 동쪽에 자리잡고 나라를 세웠다. 8조 법금을 만들고 정전법을 도입하였으며 백성들을 교화했다. 기자조선의 41세손 부왕(否王)에 이르러 진시황제가 천하를 통일하자 이를 두려워 하여 진나라에 신하로서 복종하였다. 기자조선의 마지막 임금인 준왕(準王)은 연나라 사람 위만을 박사로 임명하고 서쪽 변경을 지키게 하였으나, 위만이 반란을 일으켜 평양성을 습격하자, 배를 타고 남쪽 한(韓)으로 도망하였다.
3. 삼한본기(三韓本紀) : 단군과 기자 때의 다른 부족으로 예(濊), 맥(貊), 한(韓), 여(餘), 말갈(靺鞨)의 다섯 종족이 있었다. 이 중 한(韓)이 가장 컸는데, 진한, 변한, 마한이라고 부르고 합쳐서 삼한이라고 불렀다. 삼한은 한강 이남에 있었고 땅이 사방 1천 리였으며, 78개 소국으로 나뉘었고, 모두 조선에 신하로 소속되어 군현처럼 세금과 조공품을 냈다.
4. 후조선본기(後朝鮮本紀) : 후조선의 왕 위만(衛滿)은 옛 연나라 사람이다. 무리 천여 명을 이끌고 조선으로 망명하여 준왕으로부터 박사 벼슬을 받고 서쪽 변방을 지켰다. 이후 세력을 키워 한나라 혜제 원년 정미년(기원전 194년)에 평양성으로 들어가 준왕을 내쫓고 조선의 왕이 되었다. 위만의 손자 우거왕에 이르러 나라가 점점 강해지자, 주변 여러 나라들이 한나라 천자에게 조공을 하지 못하도록 가로막았다. 위만조선에 속해 있었던 예족의 군장 남려는 이에 불만을 품고 28만 명의 무리를 이끌고 한나라에 투항하였다. 이후 위만조선은 한나라와 수 차례에 걸친 전쟁을 벌였으나, 니계장 삼(參)이 우거왕을 암살하는 등 지배층의 내분으로 멸망하고 말았다(기원전 108년). 위씨조선이 망하자 한나라는 그 땅을 나누어 4군을 설치하였다.

제2장 세가
1. 기자세가 보유(箕子世家 補遺) : 기자(箕子)는 중조선의 태조 문성왕이고 성명은 자서여(子胥餘)이다. 기자의 근본은 설(契)에서 나왔다. 설은 고신(高辛)의 아들로 그 후 탕왕(湯王)이 되었다. 기자는 탕왕의 16세손으로 조선으로 와서 임금이 되어 41세를 전하였다. 문혜왕 염에 이르러 서융이 주나라 유왕을 시해하여 주나라가 동쪽 낙양으로 도읍을 옮기자 제후들이 일어나 마침내 춘추전국시대가 시작되어 중국이 어지러워졌으나, 동방은 오히려 무사하였다. 수성왕 상이 즉위하였을 때, 공자가 구이(九夷)에서 살고자 하였는데, 기자의 나라에 인현(仁賢)의 교화가 있었기 때문이다. 경순왕 췌가 즉위하였을 때 이웃 연나라가 군사를 보내 조선을 공격하니 크게 패하여 땅 이천 리가 줄어들고 요동을 잃게 되었다. 이에 조선이 약해지고 기자의 업적이 쇠퇴하게 되었다. 애평왕 준에 이르러 연나라 사람 위만이 무리를 이끌고 조선 땅에 들어오자, 왕이 박사 벼슬을 주고 서쪽 변방을 지키게 하였다. 박사 위만이 반란을 일으켜 평양성을 습격하자 왕이 남쪽으로 배를 타고 가 한(韓) 땅에 거주하니 이것이 곧 마한(馬韓)이다.
2. 부여세가(扶餘世家) : 부여의 선조는 단군으로부터 나왔다. 부여는 압록강 북쪽에 있었는데 땅이 사방 2천 리이다. 단군, 기자의 교체기를 지나면서 어떤 것을 살아남고 어떤 것은 망하였는데 모두 조선에 신하로서 복속했다. 대대로 전한 것이 2천 년이 되었다. 해부루왕(解夫婁王)에 이르러 가섭원으로 천도하였는데, 이를 동부여(東扶餘)라고 하였다. 해모수(解慕漱)가 스스로 천제의 아들이라 칭하고 부여의 옛 도읍을 근거지로 삼았다. 해부루왕이 늙도록 자식이 없다가 곤연 돌 밑에서 금색 개구리 모양의 아기를 주워 아들로 삼았는데, 커서 금와왕(金蛙王)이 되었다. 금와왕이 하백의 딸 유화부인을 얻어 주몽(朱蒙)을 낳았는데, 금와왕의 장자 대소가 주몽의 재주와 능력을 시기하므로, 주몽이 졸본으로 달아나 고구려를 세웠다. 대소왕(帶素王) 즉위 21년에 고구려와 전쟁을 벌이다가 말이 진창에 빠져 고구려 장수 괴유에게 죽임을 당했다. 대소왕의 막내 동생이 달아나 갈사수 물가에 나라를 세웠다. 대소왕의 사촌동생이 백성 1만여 명을 이끌고 고구려에 투항하였다. 갈사왕(曷思王)의 손자 도두왕이 나라를 고구려에 바치고 투항하였다. 한나라 안제 때 부여 태자 위구태(尉仇台)가 한나라 군대와 연합하여 고구려 군사를 협공하여 크게 물리쳤다. 의려왕(依慮王)에 이르러 선비족 모용외가 부여를 침공하여 왕이 자살하고 1만여 명을 포로로 잡아갔다. 왕자 의라(依羅)가 진나라의 구원병을 얻어 모용외의 장수 손정을 죽였다. 현왕(玄王)에 이르러 연나라의 모용황이 부여를 침략하여 왕과 백성 5만여 명을 포로로 잡아갔다. 이후 부여는 나라를 고구려에 바치고 투항하니 마침내 부여가 멸망하였다.
3. 발해세가
4. 가야세가

제3장 열전
1. 예맥, 옥저, 비류, 낙랑 열전
2. 고구려 가인열전
3. 탐라열전
4. 협부을송 열전
5. 을지문덕 열전
6. 설총, 최치원 열전

제4장 연표
1. 삼조선 연표
2. 삼한 연표
3. 육국 연표
4. 사군이부 건치 연혁표
5. 삼한지제 칠십팔국 분속표
6. 고사고금인표

제5장 지1
1. 예악지
2. 식화지
3. 신사지
4. 고구려 예문지
5. 고구려 율력지[신라부]
6. 고구려 천문지
7. 고구려 지리지[부 신라 백제]
8. 고구려 형법지
9. 고구려 오행지[부 신라 백제]

제6장 지2 고려사
1. 천문지
2. 역지
3. 오행지
4. 선거지
5. 여복지
6. 백관지
7. 예지

## 같이 보기
- 동사 (허목)

## 참고 자료
《동사》를 한글로 번역한 책은 다음과 같다.
- 이종휘 지음, 김영심 정재훈 역주, 《동사》, 소명출판, 2004년 12월 30일.